# Representació de discursos sense sentit o d'escassa importància
La representació de discursos sense sentit o d'escassa importància és element de la comunicació humana. En el cas de la comunicació verbal destaca l'ús del "blah blah blah" a la llengua anglesa, el "blablá", "blablablá" o "bla-bla-bla" en llengua espanyola i "bar bar bar", d'on provenen els exemples anteriors, ve del grec antic. A la llengua japonesa s'utilitza "pera pera" per referir-se a discurs vacu.